# Mary Costa
Pour les articles homonymes, voir Costa.
Mary Costa (née le 5 avril 1930 à Knoxville, Tennessee, États-Unis) est une actrice et cantatrice américaine. Elle est surtout connue pour avoir interpreté Aurore, la princesse Disney de La Belle au bois dormant en 1959. 

## Biographie
Mary Costa étudie le chant au Conservatoire de Los Angeles avec Mario Chamlee et Ernest St John Metz et fait ses débuts à la scène dans Carmina Burana, à San Francisco en 1959. Elle commence à paraitre au Metropolitan Opera dans de petits rôles en 1960, mais ses vrais débuts dans ce théâtre ont lieu le 6 janvier 1964, dans le rôle de Violetta dans La traviata. Elle y chantera également les rôles-titres dans Manon et Vanessa, Musetta dans La Bohème, Rosalinde dans La Chauve-Souris, Alice Ford dans Falstaff, etc. Elle enregistra le rôle de Musetta dans La Bohème, aux côtés d'Anna Moffo, Richard Tucker et Robert Merrill, en 1961, pour RCA Victor. En 1959, elle fut choisie pour être une princesses Disney, ou elle campe le personnage de la princesse Aurore, dans le film de Disney La Belle au bois dormant ou elle prête sa voix.

## Filmographie
- 1953 : Marry Me Again : Joan
- 1957 : The Big Caper : Kay
- 1959 : La Belle au bois dormant (Sleeping Beauty) : Princess Aurora/Briar Rose (voix)
- 1972 : Toute la ville danse (The Great Waltz) : Jetty Treffz
- 2000 : Titus Andronicus : Mourner